# Enrique Lafourcade
Enrique Eduardo Lafourcade Valdenegro (Santiago, 14 de octubre de 1927-Santiago, 29 de julio de 2019) fue un escritor, crítico y periodista chileno, miembro de la generación literaria de 1950.

## Biografía
Hijo de Enrique Lafourcade Miranda y Raquel Valdenegro Leiva, fue el segundo de cinco hermanos —Raquel, Enrique, Eliana, Ximena y Gastón—. Cursó humanidades en el Liceo José Victorino Lastarria y en el Instituto de Educación Secundaria. Después siguió filosofía en la Instituto Pedagógico de la Universidad de Chile. Comenzó su vida laboral como secretario en la Escuela de Leyes de la Universidad de Chile. En marzo de 1954 contrajo matrimonio con María Luisa Señoret Guevara, con quien partió a Europa; regresaron a Chile en 1955.
En 1959 obtuvo una beca Fulbright para estudiar y perfeccionarse en la Universidad de Iowa (Estados Unidos); allí trabajó con el periodista y novelista estadounidense Vance Bourjaily. Mientras tanto, su esposa María Luisa cursó estudios en grabado (máster) con el artista argentino Mauricio Lasansky.
Profesor visitante en los Estados Unidos desde 1960, dictó clases en la Universidad de California, de Los Ángeles, y en Davis ; en la Brigham Young University en Salt Lake City, Utah; en la Universidad de Nuevo México, en Albuquerque; en la Universidad de Columbia, en Nueva York; en la Universidad de Illinois, en Urbana; y en la de Puerto Rico, en San Juan.
Estuvo casado con María Luisa Señoret Guevara —la tercera de una familia de cinco hermanos (Margarita, Octavio, Sibila y Raquel), hija del político y diplomático Octavio Señoret Silva y de Sibila Guevara Reimers—; con la escritora y periodista Marcela Godoy Divin y con la pintora Rossana Pizarro García, además de convivir durante siete años con la escritora y animadora Marta Blanco.
Fue padre de tres hijos: Dominique, Octavio (Santiago, 1955-Valladolid, España, 20 de agosto de 2019) —músico, casado y con dos hijos— y Nicole. Además, fue tío de la cantante mexicana Natalia Lafourcade (hija de su hermano Gastón).
Vivió desde 2010 en la ciudad de Coquimbo con su esposa Rossana Pizarro y los últimos años no escribió debido a que se encontraba afectado de alzheimer. En 2018 su esposa lo trasladó a una residencia para adultos mayores en Santiago debido al avanzado estado de su enfermedad.

## Vida literaria
Comenzó a escribir desde joven: a los trece años, poesía romántica y a los dieciséis, cuentos.
Su primera novela la publicó en 1950: El libro de Kareen, obra que estuvo inspirada en una de sus hermanas, Ximena, muerta tempranamente a los diecisiete años de tuberculosis. A comienzos de esa década Lafourcade estaba interesado en la nouvelle y en 1953 sirve como creador y organizador de las Primeras Jornadas del Cuento en Chile.
En 1954 publicó un libro clave en la literatura de su país, Antología del nuevo cuento chileno (después publicará otras dos, Cuentos de la generación del 50 en 1959 y Antología de cuentistas chilenos al año siguiente), con el que «dio el acta bautismal a la Generación del Cincuenta» y su prólogo «se transformó en el primer manifiesto de esa nueva promoción de escritores», que se ponía como objetivo «superar el criollismo, con una apertura hacia los grandes problemas contemporáneos». En esa introducción Lafourcade brinda una extensa discusión de las características del género breve y continúa investigando la definición de este género, incluyendo la respuesta de cada autor antologado.
Aunque en 1959 gana el Premio Municipal de Literatura de Santiago por La fiesta del rey Acab, es Palomita Blanca la que lo hace realmente famoso. Esta obra, que ha sido traducida a varios idiomas, fue llevada al cine con el mismo nombre por Raúl Ruiz, con la banda sonora homónima compuesta por Los Jaivas. Se trata de la novela más comprada por los chilenos: en 2012 alcanzó, en su edición 64, el millón de ejemplares vendidos.
La producción literaria de Lafourcade corre paralela a su involucramiento directo en las actividades que giran alrededor de la generación del 50. En una entrevista de Mundo Nuevo, Godoy Gallardo lo cita como su «verdadero paladín teórico [...], al promover foros, conferencias, encuentros, discusiones[...] amén de ser antologador del grupo en las tres colecciones de cuentos que figuran en su bitácora literaria». En su artículo La nueva literatura chilena (1962) analiza las características de esta en el siglo XX y presenta una rica bibliografía.
Se ha mencionado la preferencia del autor por la novela; sin embargo, es de destacar que a comienzos de los años 1950 demuestra una originalidad en su enfoque del cuento. Lafourcade sigue múltiples líneas de desarrollo en el cuento que sirven para ejemplificar las cualidades individuales y herméticas que él mismo cita como esenciales para su generación. Tanto José Donoso como Lafourcade demuestran su excelencia en la habilidad para crear varios niveles de significación en este género.
Las dos nouvelles incluidas en El asedio son típicas de la diversidad de su ficción. En la que da nombre al libro se ilustra la expresión política; en La muerte del poeta, la aplicación de los temas literarios. Sin embargo, ambos relatos son similares en su confrontación de un problema psicológico. El mismo Lafourcade define la primera una nouvelle con trasfondo de sátira política.
La fiesta del Rey Acab, escrita dos años después, remite con el tema del dictador, esta vez con clara alusión a Trujillo. Publicada clandestinamente en los años 1960 en República Dominicana, fue reeditada oficialmente en ese país a mediados de marzo de 2013 por la editorial estatal Funglode.
En contraste, la Muerte del poeta, donde predominan los temas literarios, se trataría de un homenaje a Vicente Huidobro. Lafourcade, que en su habilidad ensayística ha sido comparado con Claudio Giaconi, ve a Huidobro como un extraordinario escritor para la generación del 50, que quiebra tendencias establecidas con el desarrollo del creacionismo. Sobre el ambiente decadente de la literatura chilena Javier Corales —personaje de La muerte del poeta— dice: «La gente apenas hablaba idiomas, que ni siquiera había dado bachillerato... Los poetas menores, los poetas de la noche, de pecho caliente; la miserable y estéril bohemia, del pan con queso sudamericano, mal informados, con treinta o cuarenta años de atraso».
Para el escritor, la característica más notable de su generación es la deshumanización de la literatura. La orientación neocriollista del autor debe considerarse como una superación del tema rural. En Cupertino, por ejemplo, atrae la atención por el uso de dialecto regional y por párrafos largos que consistentemente terminan con una elipsis inconclusa que dominan las descripciones. En la novela corta Lafourcade muestra su enfoque imaginativo del género y puede crear historias de sátira política, crítica literaria, neocriollismo, ciencia ficción, fábula, realismo mágico y realismo psicológico.
Sobre su generación ha dicho: «Queríamos explorar el mundo porque pensábamos que la vida estaba más allá de las rutinas familiares y domésticas. Bohemios de pan con queso y tacitas de té en el Il Bosco, pasábamos el día metidos en la Biblioteca Nacional y charlando en el Parque Forestal. Un grupo de jóvenes que soñó con ser artistas».
Como periodista, Lafourcade colaboró con Las Últimas Noticias, El Mercurio y otros medios nacionales; fue animador de programas televisivos y jurado en el programa de concursos ¿Cuánto vale el show?.

## Premios
- Premio Municipal de Literatura de Santiago 1959 por la novela La fiesta del rey Acab
- Premio CRAV 1965 por Novela de Navidad
- Premio María Luisa Bombal 1982
- Premio a la Trayectoria 2001, junto con Delia Domínguez, en la inauguración de la IX Feria del Libro Usado
- Premio Gabriela Mistral

## Obras
- El libro de Kareen, novela, Universitaria, Santiago, 1950
- Pena de muerte, Universitaria, Santiago, 1952
- Antología del nuevo cuento chileno, Zig-Zag, Santiago, 1954; descargable legalmente desde el portal Memoria Chilena
- Asedio, Santiago: s.n., c.1956; 2 nouvelles:
  - Asedio y La muerte del poeta
- Para subir al cielo, novela, Zig-Zag, Santiago, 1958
- La fiesta del rey Acab, novela, Del Pacífico, Santiago, 1959 (Funglode Ediciones, Santo Domingo, 2013, con prólogo de Pablo Maríñez, embajador de la República Dominicana en Chile)
- Cuentos de la generación del 50, Editorial del Nuevo Extremo, Santiago, 1959; descargable legalmente desde el portal Memoria Chilena
- El príncipe y las ovejas, novela, Zig-Zag, Santiago, 1961
- Invención a dos voces, novela, Zig-Zag, Santiago, 1963
- Fábulas de Lafourcade, cuentos, Zig-Zag, Santiago, 1963
- Novela de Navidad, Zig-Zag, Santiago, 1965
- Pronombres personales, Zig-Zag, Santiago, 1967
- Frecuencia modulada, novela, Joaquín Mortiz, México, 1968
- Palomita blanca, novela, Zig-Zag, Santiago, 1971
- En el fondo, Planeta, Barcelona, 1973
- Inventario I, crónicas dominicales publicadas en El Mercurio; Nascimento, Santiago, 1975
- Tres terroristas, novela, Editorial Pomaire, Barcelona, 1976
- Buddha y los chocolates envenenados, Ediciones Universitarias de Valparaíso, 1977
- Salvador Allende, novela, Grijalbo, Barcelona, 1973
- Nadie es la patria, crónicas, Ediciones de Lafourcade, Santiago, 1980
- Animales literarios de Chile, crónicas, Ediciones de Lafourcade, Santiago, 1981
- El escriba sentado, crónicas, Ediciones de Lafourcade, Santiago, 1981
- Adiós al Führer, Bruguera Argentina, Buenos Aires, 1982
- Los refunfuños de M. de Compte Henri de Lafourchette, crónicas, Bruguera, Santiago, 1983
- Terroristas, Ediciones de Lafourcade, Santiago, 1984
- El gran taimado, novela, Bruguera, Santiago, 1984
- Carlitos Gardel mejor que nunca, crónicas, Bruguera, Santiago, 1985
- El pequeño Lafourcade ilustrado, crónicas, Universitaria, Santiago, 1985
- Los hijos del arco iris, Bruguera, Santiago, 1985
- Las señales van hacia el Sur, Planeta, Santiago, 1988
- Pepita de Oro, Zig-Zag, Santiago, 1989
- Mano bendita, Planeta, Buenos Aires, 1993
- Neruda en el país de las maravillas, ensayo, Grupo Editorial Norma, 1994
- Crónicas de combate, recopilación de textos aparecidos en la columna dominical de Lafourcade en El Mercurio; LOM, Santiago, 1996
- Cuando los políticos eran inteligentes, crónicas, Planeta, Santiago, 1996
- El veraneo y otros horrores, crónicas, LOM, Santiago, 1996
- La cocina erótica del Conde de Lafourchette, LOM, Santiago, 1997
- Variaciones sobre el tema de Nastasia Filíppovna y el príncipe Mishkin, ensayo, Rananim, Santiago, 1999
- Otro baile en París, Aguilar Chilena de Ediciones, Santiago, 2000
- La concertación de la Macaca, Santiago: s.n., 2001
- Puro gato es tu noche azulada, Rananim, Santiago, 2002
- La princesa pajarito, cuentos, Rananim, Santiago, 2003; contiene 9 relatos:
  - La princesa pajarito; Fidelia y Colombina; La muerte del poeta; Odiseo; No tengo nada que contarle a Aristóteles; Se me hace que escucho cantar a Carlitos; "El Tarzán"; Cupertino y El marinero Cabrera
- Crónicas de Lafourcade, Rananim, Santiago, 2004
- El inesperado, novela, recreación de los últimos años de Arthur Rimbaud; LOM, Santiago, 2004
- Los potos sagrados, Puerto de Palos, Santiago, 2006